# 德基亚久利
德基亚久利（Dhekiajuli），是印度阿萨姆邦Sonitpur县的一个城镇。总人口19743（2001年）。

## 人口
该地2001年总人口19743人，其中男性10493人，女性9250人；0—6岁人口1995人，其中男989人，女1006人；识字率74.28%，其中男性为79.28%，女性为68.61%。